# Nel Noddings
Nel Noddings (/ˈnɑːdɪŋz/; 19 de enero de 1929-Cayo Largo, Florida, 25 de agosto de 2022) fue una filósofa y educadora feminista estadounidense, conocida por su trabajo relacionado con la filosofía de educación, la teoría educativa, y la ética del cuidado.

## Biografía
Nel Noddings es licenciada en matemáticas y ciencias físicas por el Montclair State College en Nueva Jersey, maestra en matemáticas por parte de la Universidad de Rutgers y tiene un doctorado en educación por parte de la Stanford Graduate School of Education.
Formó parte del sistema educativo de su país, trabajando diecisiete años como maestra de matemáticas en el nivel primaria y secundaria; además de fungir como administradora de escuela. Lo anterior, lo realizó antes de obtener su doctorado y comenzar a trabajar como académica en los campos de la filosofía de la filosofía de la educación, la teoría de la educación y la ética, específicamente la educación moral y la ética del cuidado.
Noddings se convirtió en miembro de la facultad de Stanford en 1977. En 1981, 1982 y 1997 recibió premios por dados a la excelencia en la enseñanza, que corresponden a parte del tiempo de su  estancia en la Universidad de Stanford; además de ser decana interina de la Escuela de Educación durante cuatro años. Después de su estancia en la Universidad de Stanford, ocupó algunos cargos importantes en diferentes universidades como la Universidad de Columbia y la Universidad de Colgate. Fue presidenta de la Sociedad de Filosofía de la Educación y la Sociedad John Dewey.  De 2002-2003 ocupó la Cátedra John W. Porter en Educación Urbana en la Eastern Michigan University. Desde 1998, año en el que se jubiló, ha sido Profesora de Educación Emérita Lee L.Jacks en la Universidad de Stanford.
Noddings ha tenido una fructífera carrera profesional  acompañada de una rica vida doméstica. Noddings se ha descrito a sí misma como una  persona "domésticamente incurable", no solo porque  la crianza de diez hijos compartida con su esposo; sino debido a que aprecia " el orden en la cocina, un mantel limpio, flores en la mesa y comida esperando a los invitados". Además, agrega: "Me gusta tener mascotas y niños cerca". En este sentido, a comentado que, en ocasiones, las feministas no siempre admiten que ese tipo de cosas sí les importan.
Para ella, sus primeras experiencias educativas, así como sus relaciones personales cercanas han sido clave en el desarrollo de su posición filosófica; asimismo, la observación de algunos de sus profesores y su preocupación por enseñanza motivó su pasión para su trabajo posterior.

## Contribuciones a la filosofía
Noddings es autora del libro: Cuidado: Una Aproximación Femenina a la ética y la educación moral (1984), publicado posteriormente Carol Gilligan y su trabajo sobre la ética del cuidado en 1982, que se convirtió en un parteaguas con su libro Ética del cuidado: Una voz diferente.  Mientras su trabajo en el campo de la ética continuó con la publicación de Women and Evil (1989), sus posteriores trabajos están relacionados con la educación moral, la filosofía de educación y la teoría educativa. Algunos de sus libros más significativos son Caring, La educación moral, Educating for Intelligent Belief or Unbelief y Filosofía de la Educación.
Además de sus contribuciones a la filosofía, Noddings también ha trabajado en el campo de la psicología social. La importancia de su pensamiento radica en la interpretación que realiza sobre la investigación científica desde las raíces de la compasión, el altruismo y la búsqueda de relaciones pacíficas entre los seres humanos. En la actualidad, Noddings es parte de la Junta Editorial de la revista Greater Good, publicada por el Greater Good Science Center  de la Universidad de California, Berkeley.

### La Ética relacional de Nel Noddings
La aproximación de Nel Noddings hacia la ética del cuidado, ha sido descrita como una ética relacional en tanto que se preocupa principalmente por las relaciones humanas. De manera similar a Carol Gilligan, Noddings está de acuerdo en que las aproximaciones basadas en la justicia, si bien tienen un enfoque más masculinos, pueden funcionar como alternativas genuinas a la ética del cuidado. Sin embargo, a diferencia de Gilligan, Noddings considera que el cuidado arraigado en la receptividad, la afinidad y la capacidad de respuesta es una aproximación más básica y preferible del que la ética permite (Caring 1984, 2).

### Cuidado: Una Aproximación Femenina a la Ética y a la Educación moral
Una clave para la entender la concepción de ética en Noddings es comprender su noción de cuidado en general, y cuidado ético o ética del cuidado, en particular.
Noddings cree que sería un error intentar diseñar un examen sistemático acerca de los criterios que debe cumplir el cuidado. Sin embargo, sugiere tres requisitos necesario para el cuidado (Caring 1984, 11-12). En primer lugar, argumenta que el cuidador (el-que-cuida) debe mostrar entusiasmo y un desplazamiento motivacional. En segundo lugar, la persona que es cuidada (el-que-es-cuidado) debe responder, de alguna manera, al cuidado (1984, 69). El término ensimismamiento, en un sentido de empatía, se refiere a pensar en el otro con la finalidad de obtener una mayor comprensión de éste. El ensimismamiento con el otro, es necesario para cuidarlo, ya que la situación personal y física de un individuo debe entenderse antes para que el que cuida pueda determinar la idoneidad de cualquier acción que realice. El "ensimismamiento con el otro" no tiene por qué implicar, como parece sugerir el término, una fijación por el otro. Sino que, el ensimismamiento, significa que se requiere prestar la atención necesaria sobre el otro para llegar a comprender su posición. El desplazamiento motivacional no constituye en sí mismo el cuidado; alguien puede tener un conocimiento profundo sobre otra persona, pero esto no significa que actué a favor de ésta; es por ello que el desplazamiento motivacional procura el actuar a favor de la persona. El desplazamiento motivacional se realiza en tanto la persona que cuida, se preocupa de manera profunda por las necesidades de la persona que es cuidada. Sin embargo, por sí solo el desplazamiento motivacional es insuficiente para el cuidado ético. Por último, Noddings considera que el cuidar requiere algún tipo de reconocimiento por parte del que recibe los cuidados, del que es-cuidado hacia el-que-cuida, pues de hecho eso es cuidar. Cuando se da un reconocimiento y una respuesta al cuidado por parte de la persona que es cuidada, Noddings describe este cuidado como "completado en el otro".
Nel Noddings establece una importante distinción entre el cuidado natural y el cuidado ético. Distingue entre actuar a partir del "yo quiero" y el actuar a partir del "yo debo". Cuando me preocupo por alguien porque "quiero" preocuparme por él o ella, por ejemplo, cuando abrazo a un amigo que necesita un abrazo en un acto de amor, Noddings afirma que me estoy comprometiendo con el cuidado natural. En cambio, cuando me preocupo por alguien porque "debo" preocuparme por él o ella, por ejemplo, cuando  abrazo a un conocido que necesita un abrazo a pesar de que mi deseo sea escapar del dolor de esa persona, de acuerdo con Noddings, me comprometo con el cuidado ético. El cuidado ético está dado cuando una persona realiza su cuidado en tanto considera que el cuidado es la forma adecuada de relacionarse con las personas. Cuando alguien actúa de manera cariñosa debido a que  esa persona naturalmente se preocupa por otra, el cuidado no es un cuidado ético. Empero, Noddings afirma que el cuidado ético se basa y, por lo tanto, depende del cuidado natural. Ya que es a través de la experiencia de otros cuidando y naturalmente, el cuidar de los otros, que las personas construimos un "ideal ético", es decir, una imagen del tipo de persona que se quiere ser.

### Requisitos necesarios en el modelo de la ética del cuidado
Noddings proporciona algunos criterios para decidir si un deseo debe reconocerse o ser tratado como una necesidad. Los criterios son los siguientes:
- El 'deseo' se mantiene estable durante un período de tiempo considerable y/o se presenta de forma intenso.
- El 'deseo' está evidentemente relacionado con algún fin deseable o, por lo menos, con algún fin que no sea dañino; además, que dicha finalidad es imposible o muy difícil de alcanzar si no se satisface lo deseado.
- La 'deseo' está en el poder (dentro de los medios y posibilidades) de a quienes se les está dirigiendo el deseo para concederlo.
- La 'persona que desea' está dispuesta y es capaz de contribuir a la satisfacción de lo que desea.